# لجنة السلامة العامة

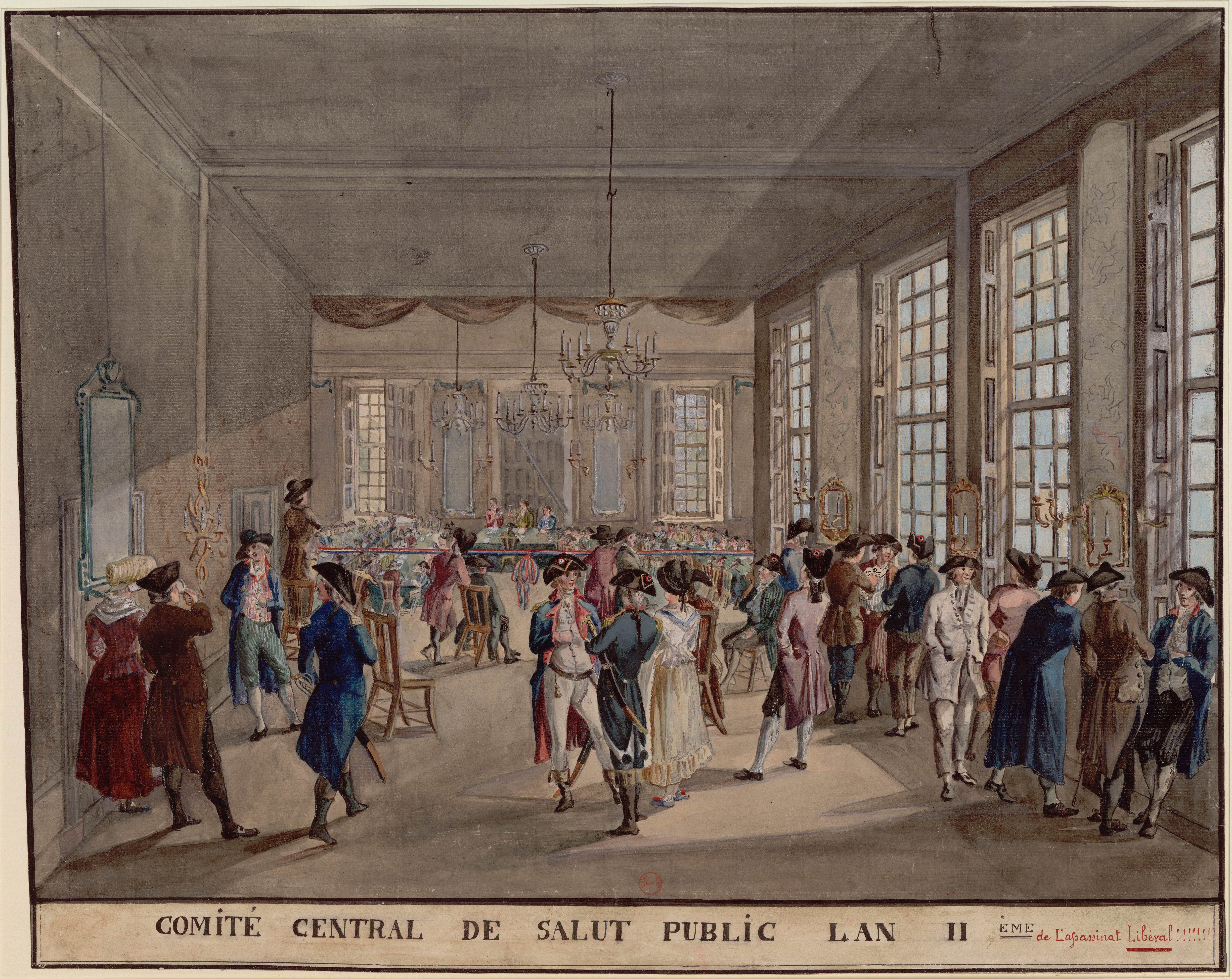
لجنة السلامة العامة، السنة الثانية

لجنة السلامة العامة (بالفرنسية: Comité de salut public) أنشئت في مارس 1793 من قبل المؤتمر الوطني الفرنسي ثم أعيد هيكلتها في يوليو 1793، شكلت حكومة الأمر الواقع التنفيذية في فرنسا خلال عهد الإرهاب (1793-94)، وهو أحد مراحل الثورة الفرنسية.